# Arvid Järnefelt
Arvid Järnefelt (n. 16 noiembrie 1861 — d. 27 decembrie 1932) a fost un scriitor și judecător finlandez.
Influențat de Lev tolstoi, a scris romane sociale pledând pentru fraternitatea umană de pe pozițiile unui creștinism primitiv și drame simboliste

## Scrieri
- 1893: Patria ("Isänmaa")
- 1894: Conversiunea mea ("Heräämiseni")
- 1902: Helena
- 1905: Copiii pământului ("Maaemon lapsia")
- 1909: Oamenii din Veneh’oja ("Veneh’ojalaiset")
- 1927: Moartea ("Kuolema").

1. ↑  Autoritatea BnF, accesat în 10 octombrie 2015
2. 1 2  Czech National Authority Database, accesat în 1 martie 2022
3. ↑  Kansallisbiografia, accesat în 2 octombrie 2023